# Eleições gerais no Brasil em 1947
Em 19 de janeiro de 1947 (domingo) foram escolhidos vinte governadores de estado, um terço do Senado Federal e eleições suplementares tanto para senador quanto para a Câmara dos Deputados, além de eleição para deputado estadual e, na capital do país, para vereadores.

## Governadores eleitos em 1947

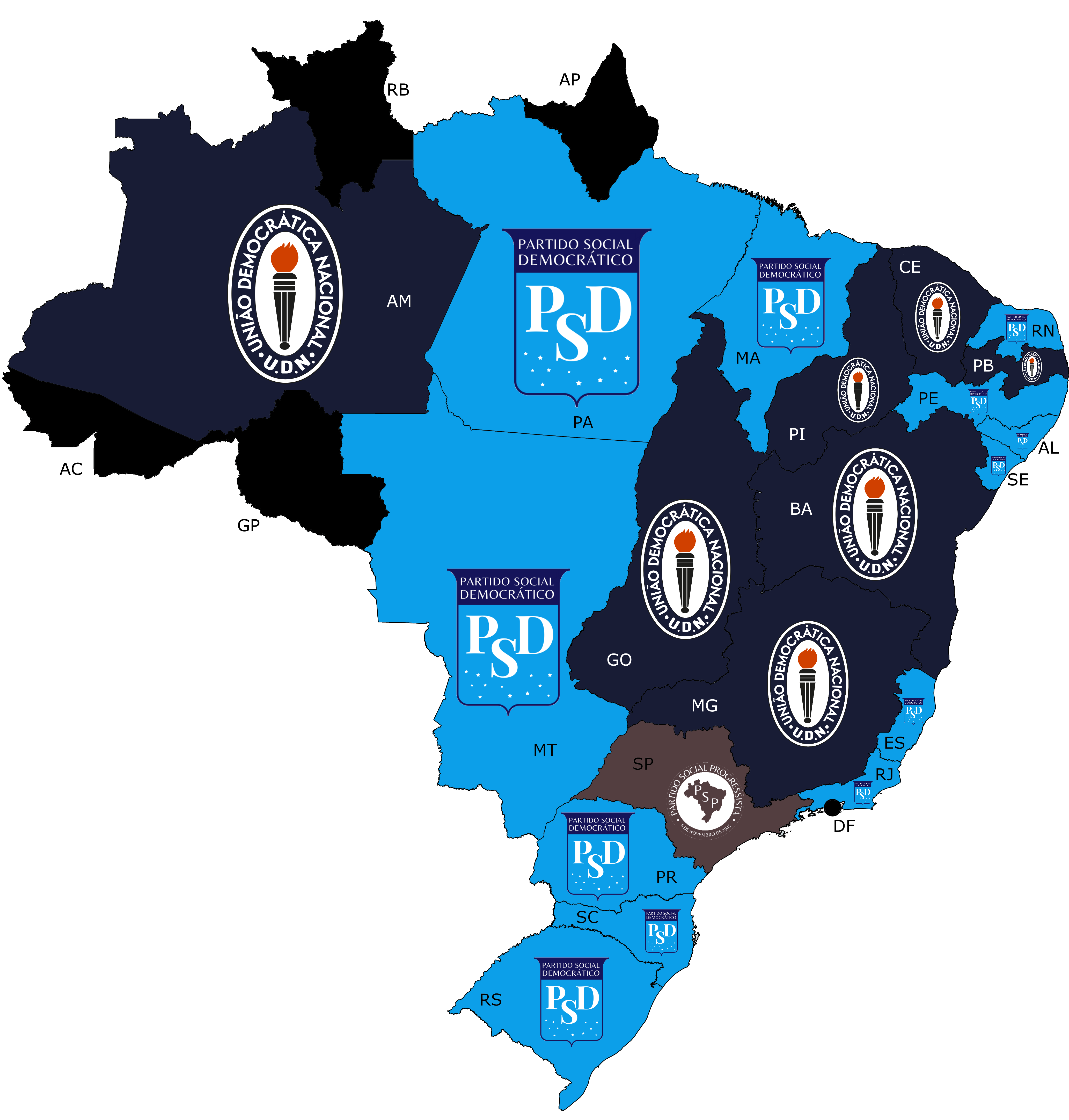
Mapa do Brasil com os partidos dos governadores eleitos em cada estado. Estados em preto são estados onde o governador foi nomeado.

A data das eleições foi fixada pela Constituição de 1946 que estabeleceu o primeiro domingo após decorridos cento e vinte dias da promulgação da Carta Magna. Foram eleitos vinte governadores para os estados, e para o Distrito Federal um prefeito escolhido pelo presidente da República, e para os territórios federais do Acre, Amapá, Fernando de Noronha, Rondônia e Roraima seus governadores eram nomeados pela respectiva autoridade.
| Bandeira | Estado              | Sigla | Governador eleito      | Partido | Vice-governador eleito   | Detalhes | Notas      | Referências |
| -------- | ------------------- | ----- | ---------------------- | ------- | ------------------------ | -------- | ---------- | ----------- |
|          | Alagoas             | AL    | Silvestre Péricles     | PSD     | Cargo criado em 1950     | AL 1947  | [ nota 5 ] |             |
|          | Amazonas            | AM    | Leopoldo Neves         | UDN     | Cargo criado em 1966     | AM 1947  | [ nota 5 ] |             |
|          | Bahia               | BA    | Otávio Mangabeira      | UDN     | Cargo criado em 1958     | BA 1947  | [ nota 5 ] |             |
|          | Ceará               | CE    | Faustino Albuquerque   | UDN     | Menezes Pimentel         | CE 1947  | [ nota 6 ] |             |
|          | Espírito Santo      | ES    | Carlos Lindenberg      | PSD     | José Rodrigues Sette     | ES 1947  | [ nota 6 ] |             |
|          | Goiás               | GO    | Coimbra Bueno          | UDN     | Hosaná Guimarães         | GO 1947  | [ nota 6 ] |             |
|          | Maranhão            | MA    | Sebastião Archer       | PSD     | Saturnino Bello          | MA 1947  | [ nota 6 ] | [ 2 ]       |
|          | Mato Grosso         | MT    | Arnaldo Figueiredo     | PSD     | Cargo criado em 1950     | MT 1947  | [ nota 5 ] |             |
|          | Minas Gerais        | MG    | Milton Campos          | UDN     | José Ribeiro Pena        | MG 1947  | [ nota 6 ] |             |
|          | Pará                | PA    | Moura Carvalho         | PSD     | Cargo criado em 1959     | PA 1947  | [ nota 5 ] |             |
|          | Paraíba             | PB    | Osvaldo Trigueiro      | UDN     | José Targino Costa       | PB 1947  | [ nota 5 ] | [ 3 ]       |
|          | Paraná              | PR    | Moisés Lupion          | PSD     | Cargo criado em 1964     | PR 1947  | [ nota 5 ] |             |
|          | Pernambuco          | PE    | Barbosa Lima Sobrinho  | PSD     | Cargo criado em 1957     | PE 1947  | [ nota 5 ] |             |
|          | Piauí               | PI    | José da Rocha Furtado  | UDN     | Osvaldo da Costa e Silva | PI 1947  | [ nota 6 ] | [ 4 ]       |
|          | Rio de Janeiro      | RJ    | Edmundo Macedo Soares  | PSD     | João Guimarães           | RJ 1947  | [ nota 7 ] |             |
|          | Rio Grande do Norte | RN    | José Augusto Varela    | PSD     | Tomaz Salustino          | RN 1947  | [ nota 6 ] | [ 5 ]       |
|          | Rio Grande do Sul   | RS    | Walter Jobim           | PSD     | Cargo criado em 1970     | RS 1947  | [ nota 5 ] |             |
|          | Santa Catarina      | SC    | Aderbal Ramos da Silva | PSD     | Cargo criado em 1955     | SC 1947  | [ nota 5 ] | [ 6 ]       |
|          | São Paulo           | SP    | Ademar de Barros       | PSP     | Novelli Júnior           | SP 1947  | [ nota 6 ] |             |
|          | Sergipe             | SE    | José Rollemberg Leite  | PSD     | Cargo criado em 1950     | SE 1947  | [ nota 5 ] |             |

## Senadores eleitos em 1947
Os senadores eleitos nesta ocasião teriam quatro anos de mandato, exceto aqueles que foram escolhidos para preencher as vagas em aberto, cujo mandato seria renovado nas eleições de 1954.
| Bandeiras | Unidades federativas | Siglas | Senadores eleitos                   | Partido | Suplentes                                         | Notas/Ref.              |
| --------- | -------------------- | ------ | ----------------------------------- | ------- | ------------------------------------------------- | ----------------------- |
|           | Alagoas              | AL     | Pedro Aurélio                       | PSD     | Reinaldo Gama                                     |                         |
|           | Amazonas             | AM     | Severiano Nunes                     | PTB     | Raimundo Ribeiro                                  |                         |
|           | Bahia                | BA     | Pereira Moacir                      | PSD     | João Junqueira                                    |                         |
|           | Ceará                | CE     | Fernandes Távora                    | UDN     | João Augusto Bezerra                              |                         |
|           | Distrito Federal     | DF     | Mário Ramos                         | PSD     | Gilberto Marinho                                  |                         |
|           | Espírito Santo       | ES     | Jones dos Santos Neves              | PSD     | José Rodrigues Sette                              | [ nota 8 ]              |
|           | Goiás                | GO     | Alfredo Nasser                      | UDN     | José Lourenço Dias                                |                         |
|           | Maranhão             | MA     | José Neiva de Sousa Vitorino Freire | PPB     | Evandro Viana Lima Campos                         | [ nota 9 ] [ nota 10 ]  |
|           | Mato Grosso          | MT     | Filinto Müller                      | PSD     | José Gentil da Silva                              |                         |
|           | Minas Gerais         | MG     | Artur Bernardes Filho               | PR      | José Esteves Rodrigues                            |                         |
|           | Pará                 | PA     | Augusto Meira                       | PSD     | Acelino de Leão Rodrigues                         |                         |
|           | Paraíba              | PB     | José Américo de Almeida             | UDN     | Carlos Pessoa                                     |                         |
|           | Paraná               | PR     | Artur Santos                        | UDN     | Maximino Zanon                                    |                         |
|           | Pernambuco           | PE     | Apolônio Sales                      | PSD     | Luís Guedes Alcoforado                            |                         |
|           | Piauí                | PI     | Joaquim Pires Ribeiro Gonçalves     | UDN     | Ocílio Lago Celso Eulálio                         | [ nota 11 ]             |
|           | Rio de Janeiro       | RJ     | Sá Tinoco                           | PSD     | Mário Sales                                       |                         |
|           | Rio Grande do Norte  | RN     | João Câmara                         | PSD     | Kerginaldo Cavalcanti                             | [ nota 12 ]             |
|           | Rio Grande do Sul    | RS     | Salgado Filho                       | PTB     | Jorge Braga Pinheiro                              | [ nota 13 ]             |
|           | Santa Catarina       | SC     | Benjamin Gallotti Lúcio Correia     | PSD     | Agripa de Castro Farias Ernâni Bittencourt Cotrin | [ nota 14 ]             |
|           | São Paulo            | SP     | Euclides Vieira Roberto Simonsen    | PSP PSD | Caio Simões Rodolfo Miranda                       | [ nota 15 ] [ nota 16 ] |
|           | Sergipe              | SE     | Augusto Maynard                     | PR      | Márcio Ferreira de Jesus                          |                         |

## Câmara dos Deputados em 1947
O Tribunal Superior Eleitoral cassou o registro do Partido Comunista em 7 de maio daquele ano e a mesa diretora do Congresso Nacional declarou extintos os mandatos comunistas em 10 de janeiro de 1948. 
| Unidades federativas | PSD    | PSP    | PR     | PTB    | UDN   | Total |
| -------------------- | ------ | ------ | ------ | ------ | ----- | ----- |
| Amapá                | 01     | -      | -      | -      | -     | 01    |
| Amazonas             | -      | -      | -      | 01     | 01    | 02    |
| Bahia                | 01     | -      | -      | -      | -     | 01    |
| Mato Grosso          | 02     | -      | -      | -      | -     | 02    |
| Minas Gerais         | 02     | -      | 01     | -      | -     | 03    |
| Rondônia             | 01     | -      | -      | -      | -     | 01    |
| Roraima              | 01     | -      | -      | -      | -     | 01    |
| Santa Catarina       | 01     | -      | -      | -      | -     | 01    |
| São Paulo            | 01     | 03     | -      | 01     | -     | 05    |
| Sergipe              | -      | -      | 02     | -      | -     | 02    |
| Soma das bancadas    | 10     | 03     | 03     | 02     | 01    | 19    |
| Percentual           | 52,63% | 15,79% | 15,79% | 10,53% | 5,26% | 100%  |

## Líderes da Câmara dos Deputados
Incluindo os deputados federais eleitos em 1945.
| # | Partido | Líder                   | Bancada   | Posição  |
| - | ------- | ----------------------- | --------- | -------- |
|   | PSD     | Benedito Valadares (MG) | 161 / 305 | Governo  |
|   | UDN     | Juracy Magalhães (BA)   | 83 / 305  | Oposição |
|   | PTB     | Vargas Neto (DF)        | 24 / 305  | Governo  |
|   | PCB     | João Amazonas (DF)      | 14 / 305  | Oposição |
|   | PR      | Lino Machado (PA)       | 11 / 305  | Governo  |
|   | PPS     | Stênio Gomes (CE)       | 4 / 305   | Oposição |
|   | PSP     | João Café Filho (RN)    | 3 / 305   | Governo  |
|   | PDC     | Arruda Câmara (PE)      | 2 / 305   | Oposição |
|   | PRP     | Sem dados               | 2 / 305   | Oposição |
|   | PL      | Raul Pilla (RS)         | 1 / 305   | Oposição |